# Liolaemus melanopleurus
Espèce
Synonymes
- Proctotretus melanopleurus Philippi, 1860

Liolaemus melanopleurus est une espèce de sauriens de la famille des Liolaemidae.

## Répartition
Cette espèce est endémique du désert d'Atacama au Chili.

## Publication originale
- Philippi, 1860 : Reise durch die Wüste Atacama, auf Befehl der chilenischen Regierung im Sommer 1853-1854 Halle, Eduard Anton, p. 1-192 (texte intégral).